# Mgriite
La mgriite è un minerale.